# فتح 1453
فتح 1453 (بالتركية: Fetih 1453)‏ وسميت النسخة العربية منه باسم «السلطان الفاتح»، فيلم سينمائي أخرجه المنتج والمخرج التركي فاروق آكصوي يحكي قصة فتح القسطنطينية على يد جيش المسلمين في عهد العثمانيين بقيادة السلطان محمد الفاتح.
يعتبر فيلم «فتح 1453» أكثر الأفلام تكلفة في تاريخ السينما التركية حيث بلغت تكلفته بـ"18,200,000" دولار.

## ملخص القصة
يبدأ الفيلم بمشهد من جزيرة العرب أيام الرسول محمد، حيث يظهر الصحابي أبو أيوب الأنصاري ويُتلى حديث النبي «لَتُفْتَحَنَّ الْقُسْطَنْطِينِيَّةُ فَلَنِعْمَ الْأَمِيرُ أَمِيرُهَا وَلَنِعْمَ الْجَيْشُ ذَلِكَ الْجَيْشُ».
ثم يتحول المشهد إلى تولي محمد الثاني السلطنة بعد وفاة أبيه السلطان مراد الثاني. يكون فتح القسطنطينية أكبر مسألة تشغل بال السلطان، أما الذين كانوا حوله وبخاصة الصدر الأعظم متشائمين من طموحه وينصحونه بعدم خوض المعركة. مع هذا والسطان كان عازماً على تنفيذ مخططه بقوله: «إما أن آخذ القسطنطينية وإما أن تأخذني هي».
الإمبراطور البيزنطي بعدما أدرك خطورة الوضع، طلب المساعدات من مختلف الدول والمدن الأوروبية خاصة البابا - زعيم المذهب الكاثوليكي - في الوقت الذي كانت القسطنطينية بكنائسها وقادتها تابعة للكنيسة الأرثوذكسية وكان بينهما عداء شديد. أما عمل الإمبراطور أغضب جمهور الأرثوذكس وجعلهم يقومون باعمال مضادة لقراره.
«حسن الألوباطلي» كان من أهم قادة جيش العثمانيين في معركتهم ضد الروم. هذا القائد في أثناء الفيلم يعشق بنت مهندس المدفعيات «أوربان».
«أوربان»، المهندس المَجَري في صناعة المدفعيات يعصي أوامر الإمبراطورالبيزنطي بتقديم المعونة لجيشه في الدفاع عن القسطنطينية ولنجاة نفسه وبمساعدة العسكريين العثمانيين يلجء مع ابنته إلى السطان محمد الفاتح ويتولى إدارة صناعة «المدفع السلطاني» لجيش المسلمين وهنا بنت «أوربان» تتزوج مع عاشقها «حسن الألوباطلي». يذكر أن البنت ليست البنت الحقيقية لاوربان، بل من اصول مسلمة وفقدت أمها واباها في هجوم النصارى على قريتهم و«أوربان» يشتريها وياخذها في بيته ويتولى أمر تربيتها.
أما قصة عشق «حسن الألوباطلي» والبنت وما جرى بينهما ليس لها أصل في تاريخ فتح القسطنطينية وهي تأخذ جانب الحب من الفيلم.
في 6 فبراير 1453 يتجه السلطان محمد الفاتح مع جيشه الوفير والمدافع الضخمة التي صنعها «أوربان» إلى القسطنطينية. بدأت المعركة وهجم جيش المسلمين على المدينة. في المقابل دافع الجيش البيزنطي بكل قوته ولم يسمح لخصمه أن يخرق السور، فقاوم أمام السهام والمدافع والمشاة وبادلهم بالسهام والنار حتى أجبرهم على الرجوع.
حاصر الجيش العثماني المدينة بوضع خيّم أمام سور القسطنطينية واعاد الهجوم في الأيام الأخرى إلى عدة مرات من دون تحقييق أي نجاح أو تقدم. من جهة أخرى السفن الحربية التي هاجمت المدينة خسرت المعركة وكثير منها احرقت أو أغرقت في الماء. أما هذه المعارك فقد تجاوزت أربعين يوماً، فارتفعت الروح المعنوية للمدافعين عن المدينة وفي المقابل فقد جيش العثماني والسلطان نفسه معنوياتهم إلى حد كثير، حتى جعلت السلطان في حالة اليأس في خيمته لا يزور أحداً ولا يسمح لأحد بالدخول.
أتوا بالشيخ «آق شمس الدين» للسطان بعد يومين من حبس نفسه في الخيمة من شدة الغضب واليأس، فأوصى الشيخ السلطان بالصبر والثبات واراد منه أن يكمل طريقه في فتح القسطنطينية بقوله «أن أبا أيوب الأنصاري في جهاده لفتح القسطنطينية كان شيخاً وسقيماً وقاتل حتى استشهد عند سور المدينة وأنت الآن شاب وقوي».
استعاد السلطان معنوياته بعد زيارة الشيخ وفي المناسبة في هذه الزيارة وجدوا قبر أبي أيوب الأنصاري حول مدينة القسطنطينية.
خطر ببال سلطان محمد الفاتح فكرة غريبة، وهو أن ينقل المراكب عن طريق البر بالخشب والدهن لتدخل في بحر مرمرة وتحاصر المدينة وهذه الفكرة نفذت في الليل من دون علم الجيش البيزنطي.
استعد الجيش مرة أخرى للقتال وخطب فيهم السلطان محمد الفاتح خطبة معنوية غرس فيهم روح الجهاد والشهادة واعطاهم قوة معنوية. ثم أمهم في الصلاة.
بدأت المعركة من جديد، الآن القسطنطنية محاصرة براً وبحراً. هجم جيش المسلمين ليحسم المعركة. البيزنطيون وجدوا انفسهم امام جيش حريص على الفتح رغم كل الخسائر التي لحقت به وبدءو بفقدان المعاقل الواحد تلوى الآخر. في الأخير خسروا المعركة نهائيا وقُتل الملك البيزنطي وتم فتح القسطنطينية على يد المسلمين.
دخل السلطان محمد الفاتح المدينة وواجه المسيحيين في كنيسة آيا صوفيا وامرهم بالقيام بشعائرهم الدينية بحرية تامة تحت الحكم الإسلامي ومن دون تلقي أي أذى. وبهذا ومن ذلك التاريخ أصبحت القسطنطينية ملك المسلمين.

## الممثلون
- ديفيرم إيفن في دور السلطان الفاتح محمد خان.
- إبراهيم تشيليكول في دور حسن الألوباطلي.
- ديلك سيربست في دور إيرا.
- رجب أكتوغ في دور قسطنطين.
- جنكيز جوشكون في دور جيوفاني جستينان.
- إيردن ألكان في دور الوزير خليل باشا.
- ناجي أديغوزيل في دور الدوق نوتراس.
- أردوغان ايدمير في دور السيد أوربان.
- رئيف حكمت تشام في دور الشيخ آق شمس الدين.
- شهيقة كولديمير في دور كلبهار خاتون.
- عزت تشيفرل في دور الكاردينال إزيدور.
- عدنان كورتشو في دور القس جيناديوس.
- سدات ميرت في دور زغانوس باشا.

## يوم عرض الفيلم
أول عرض الفيلم كان في 16 فبراير 2012 ساعة 14:53 مقارنة بيوم فتح القسطنطينية. ثلاثمائة ألف شخص شاهدوا الفيلم في اليوم الأول للعرض.
كذلك قبل عرض الفيلم في السينما عُرض على رئيس الوزراء التركي رجب طيب أردوغان (أصبح رئيسًا لتركيا) في منزله الشخصي وعبر بإعجابه قائلاً: «أعجبني كثيراً، سلمت أيديكم».

## ردود الأفعال
وجد الفيلم انتقادات واسعة عند الجمهور اليوناني على صفحات الإنترنت بعدما أعلنت جريدة بروتو ذما (Proto Thema) أكثر الجرائد انتشارًا في اليونان عن إنتاج الفيلم. هذا وقد واجه الفيلم إقبالاً واسعاً من قبل جمهورية مقدونيا، كوسوفو، البوسنة والهرسك، بلغاريا، رومانيا، ألبانيا وصربيا.
دعت فيا دولوروسا (Via Dolorosa) المؤسسة المسيحية في ألمانيا قبل عرض الفيلم إلى مقاطعته وقالت «بدلًا من الاحتفال، على الأتراك أن يستحوا من فعلهم في إلحاق الضرر بالمسيحيين وفتح إسطنبول».
وفي حين أشادت التعليقات بالفيلم وقد اعتبرته «حدثًا» إلا أنها لاحظت ما وصفته بعدم احترامه للحقائق التاريخية. ويرى مدير كلية التاريخ بجامعة أنقرة يلماظ كورت أن الفيلم «حدث على مستوى كبير من النوعية والتقنية، لكن التضحية بالواقع التاريخي تمت من أجل اعتبارات تجارية».
إلى ذلك، ينتقد مؤرخون المشهد حيث يأمر الإمبراطور البيزنطي بإخراج قواته العسكرية من حصون المدينة لمواجهة العثمانيين. فيقول كورت «إن إخراج الجيش للمواجهة لهو أمر سخيف بمدينة كانت في موقع الدفاع. هي لم تكن تملك القوة لتقوم بذلك...».
لكن فيليز أوكال يرد مدافعًا «هو فيلم يعكس خيارات المخرج. هو عمل درامي حيث نجد الحب أيضًا». من جهة أخرى، يتهم نقاد آخرون الفيلم بأنه يستلهم من معايير هوليوود، مع مشاهد من طراز تلك التي نجدها في فيلمي «غلاديايتر» و«ماتريكس».

## وصلات خارجية
- الموقع الرسمي للفيلم.
- مشاهد من الفيلم على اليوتيوب Fetih 1453 - OFFICIAL TRAILER على يوتيوب.
- إعلان الفيلم مترجم بالعربية بواسطة شركة الإنتاج على يوتيوب.
- فتح 1453 على موقع IMDb (الإنجليزية)
- فتح 1453 على موقع روتن توميتوز (الإنجليزية)
- فتح 1453 على موقع قاعدة بيانات الأفلام العربية
- فتح 1453 على موقع ألو سيني (الفرنسية)
- فتح 1453 على موقع Turner Classic Movies (الإنجليزية)
- فتح 1453 على موقع أول موفي (الإنجليزية)
- فتح 1453 على موقع بوكس أوفيس موجو (الإنجليزية)
- فتح 1453 على موقع فيلمافينيتي (الإسبانية)
- فتح 1453 على موقع قاعدة بيانات الفيلم (الإنجليزية)
- فتح 1453 على موقع ليتربوكسد (الإنجليزية)